# Allée de Bailly
L'allée de Bailly est une voie de circulation des jardins de Versailles, en France.

## Description
L'allée de Bailly débute au nord-ouest au-delà de l'allée de la Ceinture et se termine environ 2 300 m au sud-est devant le grand Canal de Versailles.